# Amtsbezirk Enstedt
Der Amtsbezirk Enstedt war ein Amtsbezirk im Kreis Apenrade in der Provinz Schleswig-Holstein.
Der Amtsbezirk wurde 1889 gebildet und umfasste Teile des Forstgutsbezirk Apenrade und die folgenden Gemeinden:  
1. Lautrup
2. Röllum
3. Stübbek
4. Süderhostrup
5. Uk

1920 wurde der Amtsbezirk aufgelöst und die Gemeinden aufgrund der Volksabstimmung in Schleswig an Dänemark abgetreten.